# Florentin de Brouwer de Hogendorp
Florentin Xavier de Brouwer de Hogendorp (Mechelen, 20 mei 1807 - Den Haag, 3 februari 1871) was een Belgisch politicus voor de Liberale Partij.

## Levensloop
De Brouwer was een zoon van Michel de Brouwer en Isabelle Pierets. Hij trouwde met Sara de Hogendorp en noemde zich voortaan 'De Brouwer de Hogendorp.
Hij volbracht zijn kandidaturen aan de Rijksuniversiteit Gent (1826) en promoveerde tot doctor in de rechten aan de Rijksuniversiteit Leuven (1828). Vanaf 1838 was De Brouwer betrokken bij industriële vennootschappen. Hij was bestuurder van de 'S.A. pour la Filature et de l'Etoupe à la Mécanique' en de 'Société pour l'exploitation de l'huile de palme et de coco'.
In 1841 werd hij verkozen tot provincieraadslid voor de provincie Antwerpen, een mandaat dat hij uitoefende tot in 1848. In dat jaar werd hij verkozen tot liberaal volksvertegenwoordiger voor het arrondissement Mechelen. Hij behield dit mandaat tot in 1857.
Na zijn politieke periode werd hij actief in de spoorwegen. Zo was hij algemeen directeur van de 'Russische spoorlijn Moskou-Rjazan', directeur van de Maatschappij tot Exploitatie van Staatsspoorwegen (Nederland) en directeur van de Turkse spoorwegen.
- Digitale Bibliotheek voor de Nederlandse Letteren: brou093
- International Standard Name Identifier: 0000 0003 8952 5593
- Nederlandse Thesaurus van Auteursnamen: 100967906
- Virtual International Authority File: 282975753